# Rudnianska Lehota
Rudnianska Lehota je obec na Slovensku v okrese Prievidza v Trenčínském kraji.
První písemná zmínka o obci je z roku 1477. V obci je římskokatolická kaple Božského srdce Ježíšova.